# Mal'čiki (film 1990)
Mal'čiki (Мальчики) è un film del 1990 diretto da Renita Andreevna Grigor'eva e Jurij Valentinovič Grigor'ev.

## Trama
Il monaco Alёša Karamazov cerca di proteggere un ragazzo dai compagni di classe e si ritrova coinvolto nella storia della vita di famiglia di una persona che fa tutto il possibile per mantenere onore e dignità, nonostante la difficile situazione in cui vive.